# Saint-Michel-d'Aurance
 Saint-Michel-d'Aurance  là một xã ở tỉnh Ardèche, vùng Auvergne-Rhône-Alpes ở đông nam nước Pháp.